# Regionalwahl in Latium 1985
Die Regionalwahl in Latium 1985 fand am 12. und 13. Mai statt.

## Wahlergebnis
| Listen            | Listen                                        | Stimmen   | %    | Mandate |
| ----------------- | --------------------------------------------- | --------- | ---- | ------- |
|                   | Democrazia Cristiana                          | 1.132.083 | 33,6 | 21      |
|                   | Partito Comunista Italiano                    | 1.008.155 | 29,9 | 18      |
|                   | Partito Socialista Italiano                   | 395.386   | 11,7 | 7       |
|                   | Movimento Sociale Italiano – Destra Nazionale | 327.030   | 9,7  | 6       |
|                   | Partito Repubblicano Italiano                 | 133.309   | 4,0  | 2       |
|                   | Partito Socialista Democratico Italiano       | 129.364   | 3,8  | 2       |
|                   | Lista Verde                                   | 78.293    | 2,3  | 1       |
|                   | Partito Liberale Italiano                     | 67.037    | 2,0  | 1       |
|                   | Democrazia Proletaria                         | 43.123    | 1,3  | 1       |
|                   | Liga Veneta – Alleanza Italiana Pensionati    | 30.273    | 0,9  | 1       |
|                   | Partito Nazionale Pensionati – Lokale Liste   | 7.407     | 0,2  | –       |
|                   | Lista di Lotta                                | 5.617     | 0,2  | –       |
|                   | Partito Monarchico Nazionale                  | 4.755     | 0,1  | –       |
|                   | UV – Partito Democratico – UPAP – Ecologia    | 4.624     | 0,1  | –       |
|                   | Socialdemocrazia Europea                      | 4.200     | 0,1  | –       |
|                   | Partito Umanista                              | 2.763     | 0,1  | –       |
| Gesamt            | Gesamt                                        | 3.373.419 | 100  | 60      |
|                   |                                               |           |      |         |
| Ungültige Stimmen | Ungültige Stimmen                             | 193.625   | 5,4  |         |
| Wähler            | Wähler                                        | 3.567.044 | 89,0 |         |
| Wahlberechtigte   | Wahlberechtigte                               | 4.006.395 |      |         |